# Lukonich Gábor
Lukonich Gábor (Sümeg, Zala vármegye, 1853. április 8. – Sümeg, Zala vármegye, 1922. február 23.) Zala vármegyei orvos, a sümegi járás tiszti orvosa, a sümegi Kisfaludy-Kaszinónak az ének- és zeneegyesületnek az elnöke. Ismert a karitatív szerepe és arról, hogy sokszor ingyen gyógyította a betegeit.

## Élete
Egy sümegi római katolikus kispolgári családban született Lukonich Ferenc és Bolla Katalin (1821–1893) gyermekeként. A középiskolát Győrött, az egyetemet Budapesten végezte, majd Sümegen telepedett le mint gyakorlóorvos. Pár év múlva járási tisztiorvossá választották meg és később vármegyei tiszteletbeli főorvossá nevezték ki. 
1911. nyár alatt kitört Sümegen egy vérhasjárvány, a városi orvosok alig győzték kezelni a betegeket. 1911. augusztusában már 700 halottat említettek a hírek, két napi temetést. Végre dr. boldogfai Farkas István sümegi főszolgabíró megkapta a bakteriológiai intézetből az egy évvel korábban küldött próbamintáknak az eredményeit, amelyeket állított össze a közutak vizeiből. A túlszaporodott baktériumok és gombák nagy kárt okoztak a helybeli vizekben. 1911. szeptemberére Farkas István sümegi főszolgabíró is megbetegedett. Októberben, viszont dr. miskei és monostori Thassy Gábor vármegyei főorvos értekezletet tartott Sümegen Farkas István főszolgabíróval, aki addigra már meggyógyult, és dr. Lukonics Gábor járásorvossal; az értekezlet célja az volt, hogy szervezzenek egy járványkórház létrehozását, amelynek a költségeit nagy részben az állam vállalta. A járványt hamarosan sikeresen megfékezték a főszolgabíró Lukonich Gáborral, akivel egyben jó barátságot is ápolt.
Elnöke az iskola gondnokságának, a Kisfaludy-Kaszinónak az ének- és zeneegyesületnek és vezetője egyéb társadalmi egyesületeknek. Sümeg város közéletében évtizedekig kiemelkedő szerepe volt: a kisdedóvó és az elemi iskola államosításának elindításában, a reáliskola nyolcosztályúvá fejlesztésében. 1913. június 24-én, Zalaegerszegre utazott Sümegről egy küldöttség, amelyet dr. Lukonich Gábor főorvos vezetett és tagjai közül volt dr. Tarányi Ferenc földbirtokos és Farkas István főszolgabíró, hogy a főispánnal tárgyalják a sümegi reáliskola fejlesztését, valamint, hogy megakadályozzák azt, hogy a szentgrótiak szerezzenek egy kis járásbíróságot, mivel ezzel a sümegit kéne kettőbe osztani és igen hátrányos lett volna.
Legendák szövődtek Lukonich Gábor emberségéről, valamint a szegények gyógyításáról. A Kisfaludy Casinó megfestette arcképét. A spanyol-járvány idején halt meg. Emlékét utcanév őrzi Sümegen.

## Házassága és gyermekei
1885. október 10.-én Sümegen feleségül vette a szintén sümegi születésű római katolikus kispolgári Stamborszky Paulina Ludovikát (*Sümeg, 1859. január 6.–†Zalaegerszeg, 1934. április 12.), akinek a szülei Stamborszky László és Pillich Karolin voltak. Lukonich Gábor sógora, dr. Stamborszky Lajos (1856–1910), a MÁV orvosi tanácsadója, a szombathelyi fogház orvosa volt. Lukonich Gábor és Stamborszky Paulina házasságákból született:
- Lukonich Aranka Margit Ludovika (*Sümeg, 1886. október 9.–†?). Férje, bányavölgyi Tost Aurél, huszárszázados.
- dr. Lukonich Jenő Emil Gyula (*Sümeg, 1889. február 20.–†1930), kórházi igazgató-főorvos, a veszprémi püspökség és a gróf Széchenyi-uradalmak orvosa .